# Eliza Lynch
Eliza Alicia Lynch (Charleville, 19 novembre 1833 – Parigi, 27 luglio 1886) è stata la moglie del presidente paraguaiano Francisco Solano López.
Oggi considerata un'eroina nazionale del Paraguay, fu per molto tempo considerata "un'ambiziosa cortigiana" il cui unico merito era stato quello di aver sedotto Francisco Solano López, figlio del presidente paraguayano Carlos Antonio López, di cui era diventata amante, trasformandolo in un "sanguinario dittatore". Come venne poi dimostrato, tali accuse erano in realtà state montate dalla propaganda avversaria durante la guerra che insanguinò il paese tra il 1864 e il 1870, e si rivelarono infine false.

## Giovinezza
Nata nella cittadina irlandese di Charleville, nella contea di Cork, Eliza Lynch era figlia di John Lynch, un medico, e di Jane Clarke Lloyd, discendente da una famiglia di ufficiali della marina britannica. All'età di dieci anni, per sfuggire alla grande carestia che colpì il suo paese, emigrò a Parigi con la sua famiglia e lì, il 3 giugno 1850, sposò Xavier Quatrefages, un ufficiale francese che poco dopo fu inviato in Algeria, dove si recò assieme alla moglie. All'incirca un anno dopo, a causa del peggioramento della sua salute, la Lynch fu costretta a tornare a Parigi, dove andò a vivere con la madre, e lì, grazie ad alcune fortuite presentazioni, riuscì a entrare nel seguito della principessa Matilde Bonaparte, affermandosi rapidamente come cortigiana.
Nel 1854, ad un ballo dato al Palazzo delle Tuileries da Napoleone III, la Lynch conobbe il generale Francisco Solano López, figlio del presidente paraguayano Carlos Antonio López, che si trovava in Francia per un periodo di formazione presso l'esercito francese e per promuovere l'economia del proprio paese, e ben presto intraprese con lui una relazione romantica, decidendo poi, nello stesso anno, di andare a vivere con lui in Paraguay.

## Paraguay

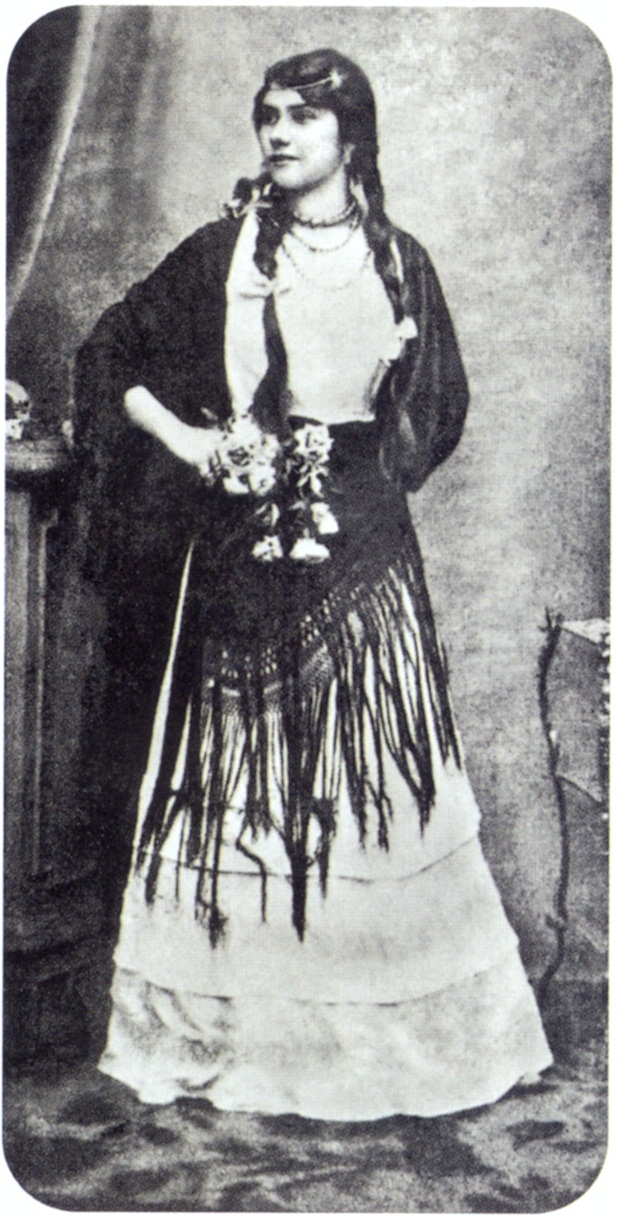
Eliza Lynch nel 1855

Una volta in Paraguay, Eliza Lynch divenne la compagna ufficiale di López. Tra il 1855 e il 1867 la donna diede alla luce sette figli, il primo dei quali, Juan Francisco "Panchito" López, nacque a Buenos Aires, durante il viaggio verso Asunción, nel 1855.
Alla morte di Carlos Antonio López, nel 1862, il figlio Francisco Solano gli succedette alla guida del governo paraguayano ed Eliza Lynch divenne la "primera dama" de facto; la donna, infatti non si era mai sposata con López nonostante il suo matrimonio con Quatrefages fosse stato annullato tempo prima in quanto non soddisfacente agli obblighi legali per essere considerato un matrimonio legittimo (Quatrefages non aveva ricevuto il permesso di sposarsi dal suo ufficiale in comando e la coppia non aveva avuto figli insieme), ed anche per questo fu nota in Paraguay come Madam o Madama Lynch.
Divenuta di fatto la donna più potente del Paraguay, Eliza Lynch tentò di introdurre nella società paraguaiana molte usanze europee e fu in gran parte responsabile dell'istituzione di eventi sociali e dell'introduzione dei club. La donna influenzò diversi livelli della società, dal più alto, introducendo ad esempio le cene di protocollo con gli ambasciatori, al più popolare, ordinando di comporre diverse canzoni tutt'oggi in voga in Paraguay, come ad esempio London Karape. Molto significativo è considerato poi il suo ruolo nella trasformazione del modo di pensare e di vestire delle donne paraguayane; forte del suo potere istituzionale, infatti, la Lynch riuscì ad attrarre in Paraguay diversi insegnanti e professori europei con i quali diede inizio a una campagna di educazione femminile, al tempo quasi nulla nel Paese.

### Guerra della triplice alleanza
Com'è noto, nel 1864 il Paraguay entro in conflitto con le tre nazioni alleate di Argentina, Brasile e Uruguay, in quella che è nota come guerra della triplice alleanza (in spagnolo Guerra de la Triple Alianza) o guerra paraguaiana e che fu il più sanguinoso conflitto della storia dell'America Latina.
Durante la guerra, allo scoppio della quale si era data il titolo di maresciallo (mariscal) iniziando a indossare uniformi militari, la Lynch seguì il marito sin dall'iniziale campagna del Mato Grosso, comandando un gruppo di donne chiamato Las Residentas, costituito principalmente dalle mogli e dalle figlie dei soldati, che aveva il ruolo di sostenere e supportare l'esercito. Fu in questo ruolo che la donna arrivò alla battaglia di Cerro Corá, ultimo atto della campagna delle Cordigliere, che ebbe luogo il 1º marzo 1870, in cui 2 600 soldati brasiliani ben armati affrontarono 409 difensori paraguayani, massacrandoli, e in cui López, ferito ed inseguito, fu infine ucciso dopo aver rifiutato di deporre la spada.
Dopo l'uccisione del marito, Eliza Lynch vide i soldati brasiliani ucciderle anche il figlio maggiore, l'allora quindicenne Juan Francisco López, già nominato colonnello dell'esercito, che alla richiesta di resa da parte dei nemici aveva risposto: "Un coronel paraguayo nunca se rinde" (ossia "Un colonnello paraguaiano non si arrende mai"). Fu la stessa Lynch a seppellire a mani nude il proprio figlio e il proprio marito prima di essere fatta prigioniera.

## La vita dopo la guerra e la morte

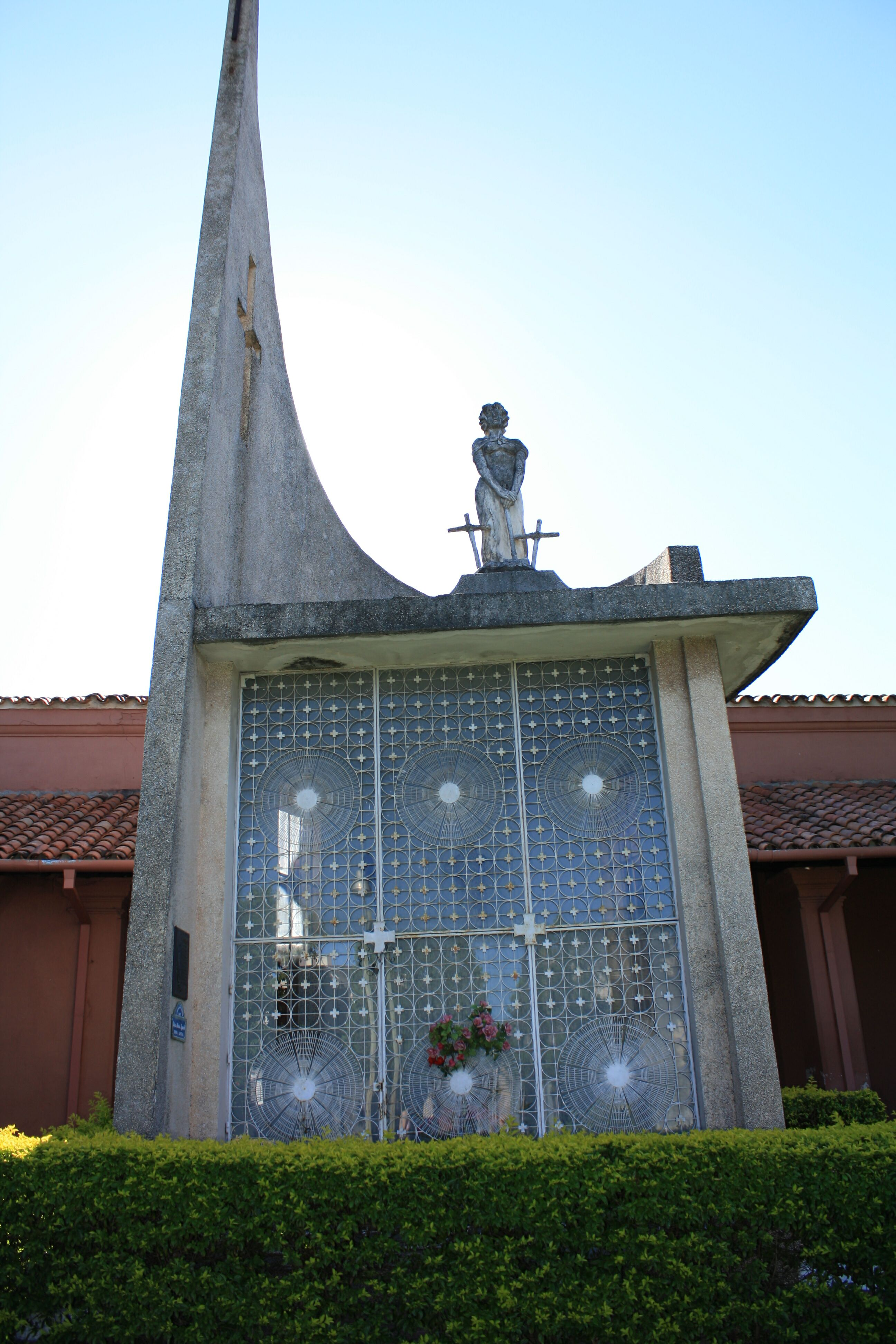
La tomba di Eliza Alicia Lynch nel cimitero della Recoleta ad Asunción

Dopo essere stata fatta prigioniera, scampando alla morte anche in virtù del suo stato di suddita britannica, la Lynch fu caricata a bordo della nave Princesa e condotta nella capitale paraguayana, dove il nuovo governo provvisorio, costituito da paraguaiani che avevano combattuto a favore delle forze alleate contro l'esercito di López, la condannò all'esilio per aver causato l'impoverimento del popolo paraguaiano, confiscandole tutti i beni. Dopo essere tornata in Europa con i figli rimastile, nel 1875, credendo alla promessa del neoeletto presidente paraguaiano Juan Bautista Gill che tornando in Paraguay sarebbe stata rispettata e non avrebbe corso pericoli, la donna decise di tornare nel Paese per stabilirvisi nuovamente e cercare di rivendicare la sua precedente proprietà. Al suo arrivo, tuttavia, fu processata e bandita definitivamente dallo stesso Gill, ritirandosi a Buenos Aires, dove scrisse il libro Exposición y Protesta cercando di difendersi dalle accuse a suo carico. Il libro non riuscì tuttavia a porre fine al mito della sua ricchezza illecita e, non essendoci nessuno in Argentina disposto a schierarsi in sua difesa, la donna decise di tornare definitivamente in Francia.
Criticata per non essersi mai opposta alla serie di esecuzioni ordinate da López, ormai in preda alla paranoia, nelle fasi finali della fallimentare guerra, la Lynch si rese in realtà diverse volte protagonista del salvataggio di prigionieri dalla fucilazione, come ricordato da uno di questi, il colonnello Juan Crisóstomo Centurión, nelle proprie memorie.
Com'è noto, le cause della guerra paraguaiana sono tuttora oggetto di controversia tra gli storici. Alcuni attribuiscono al Paraguay una serie di successi economici e sociali che finirono per scatenare la reazione degli stati vicini e dell'Impero britannico; altri attribuiscono a López e alle sue errate valutazioni in tema di politica estera la principale responsabilità della guerra, talvolta individuando in Eliza Lynch la principale fomentatrice di López. Già molti dei suoi contemporanei, infatti, giudicarono la Lynch come il vero motivo dietro l'enorme ambizione di López, nonostante la donna abbia affermato anche nel suo già citato libro Exposición y Protesta di non essersi mai interessata delle questioni politiche e di aver invece impiegato il proprio tempo ad aiutare i feriti e le innumerevoli famiglie di soldati e non che, durante la guerra, seguivano López ovunque andasse. 
Secondo alcuni suoi detrattori fu addirittura la stessa Lynch a far scoppiare la guerra, esortando Francisco López, da lei completamente dominato, ad attaccare i brasiliani rei di essersi opposti al fatto che lei e Vasquez Sagastume, suo presunto amante nonché ambasciatore uruguaiano, si erano impadroniti di un piroscafo brasiliano carico d'oro. Sempre secondo costoro, nel corso della guerra la Lynch si sarebbe comportata da avida e criminale affarista, estorcendo compravendite di terreni a prezzi stracciati e appropriandosi dei beni di migliaia di persone fatte arrestare dal marito, tanto da ritrovarsi, a soli 25 anni, ad essere la donna con il maggior patrimonio immobiliare del mondo, costituito da dozzine di proprietà in villaggi e città e da oltre 10 milioni di ettari di appezzamenti.
Non ci sono notizie certe sulla vita di Eliza Lynch tra il 1876 e il 1886, e si sa solo che morì a Parigi, il 25 luglio 1886, per le conseguenze di un cancro allo stomaco. Nel 1961, il suo corpo fu riesumato dal cimitero parigino di Père-Lachaise e riportato in Paraguay per volere del dittatore Alfredo Stroessner, che la proclamò eroina nazionale. I suoi resti si trovano oggi nel cimitero nazionale della Recoleta.

## Nella cultura di massa
Spesso indicata come l'Evita Perón paraguayana, Eliza Lynch e la sua storia colma di tragedie sono state oggetto di libri, racconti e sceneggiati dai toni talvolta enfaticamente melodrammatici.
La biografia della Lynch è stata resa nel film del 2013 Eliza Lynch: Queen of Paraguay, dove è impersonata da Maria Doyle Kennedy, mentre il Ballet Clásico y Moderno Municipal de Asunción ha commissionato la realizzazione di un libretto del balletto in due atti Elisa sulla sua vita scritto da Jaime Pintos e Carla Castro.